# منطقة باران
باران رمزها «BR» (بالإنجليزية: Baran)‏ ، هو تقسيم إداري لدولة الهند تتبع ولاية راجاستان (بالإنجليزية: Rajasthan)‏ ، مركزها هو مدينة باران (بالإنجليزية: Baran)‏ عدد سكانها حسب تعداد سنة 2001 هو 1,022,568 ، مساحتها 6,955 كم² وكثافة السكان 147 لكل كم² .